# 5olo
5olo è un singolo del rapper e DJ producer italiano Thasup, pubblicato il 9 febbraio 2018 come primo estratto dal primo album in studio 23 6451.

## Tracce
1. 5olo – 2:07

## Classifiche
| Classifica (2019) | Posizione massima |
| ----------------- | ----------------- |
| Italia            | 36                |